# ودي ريتش
ودي ريتش (بالإنجليزية: Woody Rich) هو لاعب كرة قاعدة أمريكي، ولد في 9 مارس 1916 في مورغانتون في الولايات المتحدة، وتوفي بنفس المكان في 18 أبريل 1983.

## وصلات خارجية
- ودي ريتش على موقع دوري كرة القاعدة الرئيسي (الإنجليزية)
- ودي ريتش على موقعبيزبول رفرنس.كوم (الدوري الرئيسي) (الإنجليزية)
- ودي ريتش على موقعبيزبول رفرنس.كوم (الدوري الثانوي) (الإنجليزية)
- ودي ريتش على موقع جمعية أبحاث البيسبول الأمريكية (الإنجليزية)